# 2786 Grinevia
A 2786 Grinevia (ideiglenes jelöléssel 1978 RR5) a Naprendszer kisbolygóövében található aszteroida. Nyikolaj Sztyepanovics Csernih fedezte fel 1978. szeptember 6-án.